# Amphiscolops
Amphiscolops é um género de Acoela pertencente à família Convolutidae.
As espécies deste género podem ser encontradas na América.

## Espécies
Espécies (lista incompleta):
- Amphiscolops bermudensis Hyman, 1939
- Amphiscolops castellonensis Steinböck, 1954
- Amphiscolops cinereus (Graff, 1874)